# Edmond Michelet
Edmond Michelet (8 de octubre de 1899 - 9 de octubre de 1970) fue un político francés. Es el padre del escritor Claude Michelet.
El 17 de junio de 1940, distribuyó panfletos llamando a continuar la guerra en todos los buzones de Brive-la-Gaillarde. Se considera que fue el primer acto de resistencia de la Segunda Guerra Mundial en Francia, un día antes del Llamamiento del 18 de junio de Charles de Gaulle.
Ayudó a muchas víctimas de los nazis en la Francia ocupada, incluido el filósofo católico Dietrich von Hildebrand. En 1943 fue arrestado e internado en el campo de concentración de Dachau, donde asistió a otros prisioneros durante una epidemia de tifus y se infectó él mismo. Llevaba el brazalete número 52579. Cuando Dachau fue liberado, todavía estaba ayudando a los enfermos y fue el último en salir, el 26 de mayo de 1945. (Mientras era prisionero, fue ayudado por el abad Franz Stock). Fue designado Justo entre las naciones en 1995.
Fue elegido al Parlamento francés el 21 de octubre de 1945. Fue nombrado Ministro del Ejército por Charles de Gaulle en 1946.
Se desempeñó como Ministro de Justicia de 1959 a 1961.
Michelet fue el principal colaborador de Abraham Vereide, el líder de la organización fundamentalista The Family, con sede en los Estados Unidos.
Fallece el 9 de octubre de 1970 en su propiedad de Marcillac, en Brive, víctima de una hemorragia cerebral. Su esposa, nacida Marie Vialle, falleció en 1989 a los 89 años.

## Muerte y homenajes públicos

### Beatificación
Su proceso de beatificación fue iniciado, a nivel diocesano, en 1976 por Jean-Baptiste Brunon, entonces obispo de Tulle, por su acción en Brive-la-Gaillarde en favor de los judíos alemanes perseguidos por el nazismo. «En él nunca hubo ni confusión ni separación entre el amor a Dios y el amor al prójimo», destacaba este «hombre de reconciliación» conocido como «el ministro que reza», según subrayó el obispo de Autun, Benoît Rivière, su nieto.

La causa de beatificación de Edmond Michelet fue oficialmente introducida en Roma en septiembre de 2006 y luego cerrada a nivel diocesano en abril de 2015. En el camino hacia una posible canonización, dos hechos podrían obstaculizar su aceptación: no se le ha podido atribuir ningún «milagro» (ordinariamente, para ser canonizado, se requiere haber realizado al menos dos) y la orden que restablecía la pena de muerte en materia política, firmada por él durante la guerra de Argelia. Su papel como Ministro de Justicia aún hoy genera polémica, especialmente por haber enviado una carta al fiscal Antonin Besson solicitando la pena de muerte para los generales golpistas.

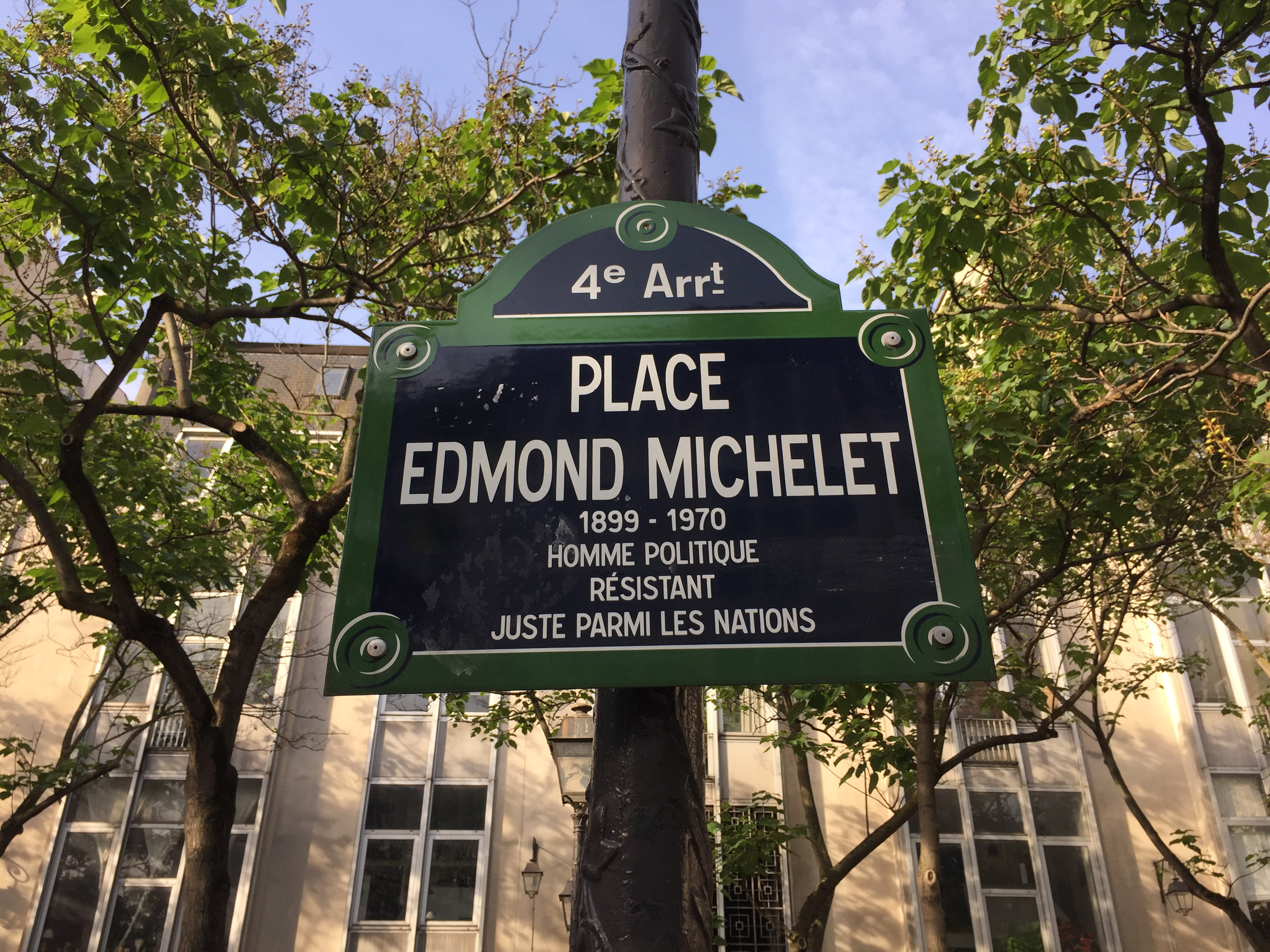
Place Edmond-Michelet en París.

### Otros reconocimientos
Los funerales solemnes de Edmond Michelet se llevan a cabo en la Colegiata de Saint-Martin de Brive-la-Gaillarde, con una misa concelebrada por ocho sacerdotes, antiguos deportados del Campo de concentración de Dachau. El primer ministro, Jacques Chaban-Delmas, pronunció un discurso. El entierro tuvo lugar, conforme al deseo del difunto, en la capilla de Notre-Dame-de-la-Paix, con su hábito de deportado de Dachau. Edmond Michelet había mandado construir la capilla en 1959, a unos cien metros de su casa en Marcillac. Entre los homenajes y los telegramas recibidos se encuentran los de Georges Bidault, Henri Frenay, Marcel Paul, Alain Poher, Édouard Balladur, Geneviève de Gaulle-Anthonioz, entre otros.
En recuerdo de su papel en la vida política francesa y de su título de Justo entre las naciones, su nombre ha sido dado a varias instituciones educativas, como el liceo Edmond Michelet de Arpajon en Essonne o el Grupo Escolar Edmond Michelet en Brive. El colegio y la place Edmond-Michelet de París también le rinden homenaje. El grupo local de Scouts y Guías de Francia de Brive-la-Gaillarde lleva su nombre.

## Distinciones
- Comendador de la Legión de Honor
- Cruz de Guerra 1939-1945
- Medalla de la Resistencia Francesa, con roseta (decreto del 16 de enero de 1947)
- Cruz del Combatiente Voluntario de la Resistencia
- Medalla de Honor de la Administración Penitenciaria, bronce
- Gran Cruz de la Orden de San Raimundo de Peñafort (1964)
- Justo entre las Naciones (expediente 6805, en 1995).